# Le Mas-d'Artige
Le Mas-d'Artige è un comune francese di 101 abitanti situato nel dipartimento della Creuse nella regione della Nuova Aquitania.

## Società

### Evoluzione demografica
Abitanti censiti